# Fluorescein

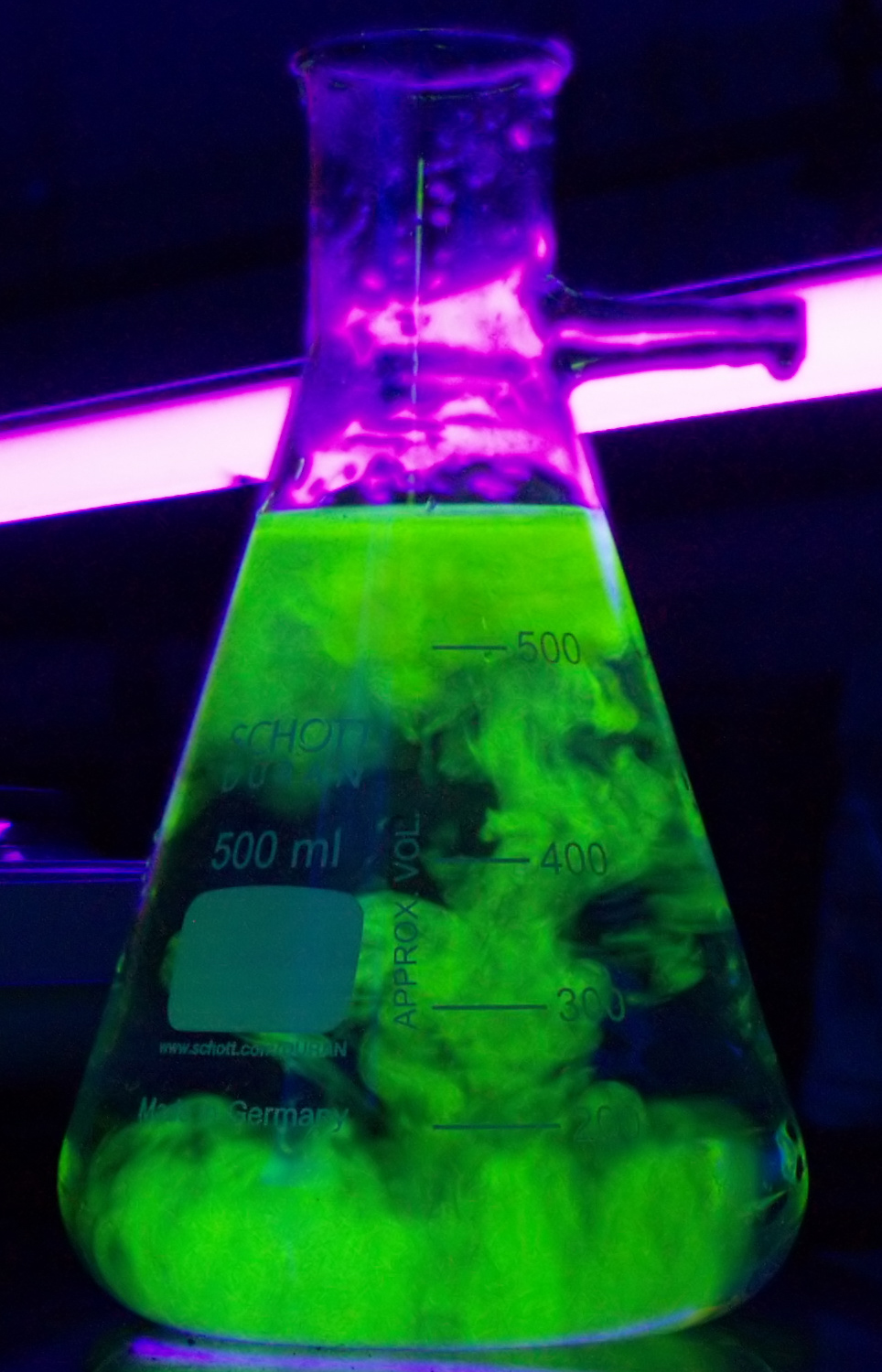
Fluorescein (grönt) i vatten under ultraviolett belysning.

Fluorescein är ett kraftigt färgämne som tillhör gruppen fluoronfärgämnen. Ett gram fluorescein är tillräckligt för att infärga tre kubikmeter vatten. Den bildade färgen är fluorescerande grön.
Fluorescein är mest fluorescerande vid pH över 6,5. Då föreligger det huvudsakligen som dianjon, med två negativa laddningar.

## Användning
Dess pH-beroende egenskaper gör att fluorescein, och derivat därav, gärna används som pH-indikatorer.
Fluorescein används bland annat för infärgning av vävnader för histologisk analys (mikroskopi).

### Fluoresceinnatrium
Dianjonens natriumsalt, ofta kallat fluoresceinnatrium, marknadsförs även som uranin.

Fluoresceinnatriumsalt

Det har flera användningar inom medicinsk diagnostik. Vid ögonundersökning används det bland annat för att lokalisera eventuella skador på hornhinnan. Man använder då en lösning med fluoresceinnatrium och fluoresceinet fäster där det yttersta cellagret, epitelet, är skadat eller saknas. Fluoresceinnatrium står med på WHO:s lista över essentiella läkemedel, som diagnostiskt medel.
Inom andra områden används det bland annat som spårfärg.

### Andra salter
Tetrabromfluorescein kallas eosin och kan användas för färgning av biologiska prover under mikroskop. Det har förr nyttjats som rött färgämne för silke och ylle.